# Piotr Matela
Piotr Matela (ur. 14 lipca 1979 w Krotoszynie) – polski trener siatkarski.

## Kariera trenerska
Zanim został trenerem, w latach 1995-2005 był także siatkarzem. Po zakończeniu kariery zawodniczej objął rolę asystenta trenera w MKS-ie Dąbrowa Górnicza, z którym w 2007 roku zameldował się w siatkarskiej ekstraklasie. W Dąbrowie poza rolą asystenta trenera pełnił także funkcję statystyka zespołu. Funkcję drugiego trenera i statystyka łączył także w sezonie 2009/2010 w zespole PTPS Piła w rozgrywkach PlusLigi Kobiet i w Pucharze CEV. 
W latach 2010–2012 pracował jako statystyk w męskim zespole AZS Politechnika Warszawska, z którym rywalizował w siatkarskiej ekstraklasie, a w 2012 roku zdobył srebrny medal w Puchar Challenge. Później był II trenerem w występującym w Lidze Siatkówki Kobiet zespole BKS Aluprof Bielsko-Biała. 
W 2013 roku dołączył do sztabu szkoleniowego Atomu Trefla Sopot, w którym pełnił funkcję statystyka. W tej roli zdobył brązowy medal Mistrzostw Polski, a także dotarł do I rundy play-off Ligi Mistrzyń. W 2014 r. przyjął propozycję objęcia młodzieżowej drużyny Atomu Trefla Sopot i z tym zespołem wywalczył dwa razy z rzędu młodzieżowe mistrzostwo Polski. W sezonie 2016/2017 był pierwszym trenerem Atomu Trefla Sopot. W marcu 2017 r. na tym stanowisku zastąpił go Piotr Olenderek.
W sezonie 2017/2018 był asystentem trenera w Chemiku Police, z którym zdobył Mistrzostwo Polski, a od sezonu 2018/2019 do 16 listopada 2021 był I szkoleniowcem Pałacu Bydgoszcz. Od 25 listopada 2021 do czerwca 2022 pełnił funkcję trenera innego klubu z województwa kujawsko-pomorskiego, Jokera Świecie. Drużyna zajęła ostatnie, 12. miejsce w Tauron Lidze i początkowo spadła do I ligi. Kontrakt z Piotrem Matelą uległ wygaśnięciu ze względu na brak wystawienia drużyny w I lidze na sezon 2022/2023.
W 2011 roku odbył staż przy reprezentacji Polski siatkarzy, a w 2013 roku był członkiem sztabu reprezentacji Polski, która wywalczyła srebrny medal Letniej Uniwersjady w Kazaniu. Współpracował także z reprezentacją Polski kobiet.
| 2005–2008                 | MKS Dąbrowa Górnicza                 | asystent trenera |
| 2009–2010                 | PTPS Piła                            | asystent trenera |
| 2010–2012                 | AZS Politechnika Warszawska          | statystyk        |
| 2012–2013                 | BKS Aluprof Bielsko-Biała            | asystent trenera |
| 2013–2014                 | Atom Trefl Sopot                     | statystyk        |
| 2014–2016                 | Atom Trefl Sopot (Młoda Liga Kobiet) | I trener         |
| 2016–2017 (do 10.03.2017) | Atom Trefl Sopot                     | I trener         |
| 2017–2017 (od 10.03.2017) | Atom Trefl Sopot                     | asystent trenera |
| 2017–2018                 | Chemik Police                        | asystent trenera |
| 2018–2021 (do 16.11.2021) | KS Pałac Bydgoszcz                   | I trener         |
| 2021–2022 (od 25.11.2021) | Joker Świecie                        | I trener         |
| 2022–2023                 | Chorwacja                            | asystent trenera |
| 2022–2024                 | Anorthosis Famagusta                 | I trener         |
| 2024–2024 (do 08.12.2024) | Energa MKS Kalisz                    | asystent trenera |
| 2024–2025 (od 08.12.2024) | Energa MKS Kalisz                    | I trener         |
| 2025–                     | Gruzja                               | I trener         |

## Sukcesy trenerskie
Młodzieżowe Mistrzostwa Polski:
- 2015, 2016

Młoda Liga Kobiet:
- 2015, 2016